# Brandon Austin
Brandon Austin (Hemel Hempstead, Inglaterra, Reino Unido; 8 de enero de 1999) es un futbolista británico. Juega de guardameta y su equipo actual es el Tottenham Hotspur F. C. de la Premier League.

## Trayectoria
Nacido en Hemel Hempstead, Austin pasó muy pequeño por las inferiores del Chelsea F. C. y en 2015 entró a las inferiores del Tottenham Hotspur F. C..
Fue promovido al primer equipo en la temporada 2019-20, año en que fue enviado a préstamo al Viborg FF de la Primera División de Dinamarca. Austin disputó 14 encuentros por el equipo danés.
El 22 de enero de 2021, fue prestado al Orlando City S. C. de la MLS.

## Selección nacional
Austin puede ser seleccionado por Inglaterra, los Estados Unidos o las Islas Vírgenes de los Estados Unidos. 
En abril de 2017, debutó por la selección sub-18 de Estados Unidos ante Eslovaquia.
Igualmente, en 2017, fue citado por la selección sub-19 de Inglaterra para el Campeonato Europeo de la UEFA Sub-19 2017. En octubre de 2019 fue convocado por la selección sub-21 de Inglaterra.

## Estadísticas
Actualizado al último partido disputado el 7 de julio de 2021
| Club                        | Div.          | Temporada     | Liga  | Liga  | Copas nacionales(1) | Copas nacionales(1) | Copas de la Liga(2) | Copas de la Liga(2) | Total | Total |
| Club                        | Div.          | Temporada     | Part. | Goles | Part.               | Goles               | Part.               | Goles               | Part. | Goles |
| --------------------------- | ------------- | ------------- | ----- | ----- | ------------------- | ------------------- | ------------------- | ------------------- | ----- | ----- |
| Viborg FF Dinamarca         | 2.ª           | 2019-20       | 14    | 0     | 0                   | 0                   | -                   | -                   | 14    | 0     |
| Viborg FF Dinamarca         | Total club    | Total club    | 14    | 0     | 0                   | 0                   | 0                   | 0                   | 14    | 0     |
| Orlando City Estados Unidos | 1.ª           | 2021          | 5     | 0     | 0                   | 0                   | -                   | -                   | 5     | 0     |
| Orlando City Estados Unidos | Total club    | Total club    | 5     | 0     | 0                   | 0                   | 0                   | 0                   | 5     | 0     |
| Total carrera               | Total carrera | Total carrera | 19    | 0     | 0                   | 0                   | 0                   | 0                   | 19    | 0     |

## Vida personal
El padre de Brandon, Neville Austin, fue baloncestista internacional por Inglaterra, y formó parte del equipo del London Towers que ganó la British Basketball League de 1996-97.

## Palmarés

### Títulos internacionales
| Título                 | Club                    | Sede   | Año  |
| ---------------------- | ----------------------- | ------ | ---- |
| Liga Europa de la UEFA | Tottenham Hotspur F. C. | Bilbao | 2025 |